# Drosophila amphibolos
Drosophila amphibolos är en tvåvingeart som beskrevs av Léonidas Tsacas och Chassagnard 1990. Drosophila amphibolos ingår i släktet Drosophila och familjen daggflugor.
Artens utbredningsområde är Madagaskar.